# Suave (canción)
«Suave» es una canción escrita por Orlando Castro y Kiko Cibrian e interpretada por el cantante mexicano Luis Miguel. Fue lanzado como el tercer sencillo de su álbum Aries en 1993. La canción alcanzó el número nueve en la lista Billboard Hot Latin Songs en los Estados Unidos. «Suave» fue reconocido por Broadcast Music, Inc. (BMI) en los BMI Latin Awards 1995. La canción fue incluida en el álbum recopilatorio Grandes éxitos (2005). Se incluyeron dos presentaciones en vivo de la canción en El concierto (1995) y Vivo (2000). Una remezcla de Hex Hector se incluyó en el álbum de remezcla No culpes a la noche (2009) de Luis Miguel. El vídeo musical de la canción fue dirigido por Kiko Guerrero y fue filmado en Acapulco. «Suave» ocupó el puesto número 54 en la edición sudamericana de las «100 mejores canciones de los años noventa en español VH1». El grupo argentino de cumbia santafesina "Los Totora" también realizó una adaptación de la canción.

## Créditos y personal
- Arreglos: Robbie Buchanan y Kiko Cibrián
- Arreglos de metales: Kiko Cibrián
- Adaptación: Jerry Hey
- Teclados: Robbie Buchanan
- Batería: John Robinson
- Guitarra y coros: Kiko Cibrián
- Percusión: Paulinho da Costa
- Sección de metales: Jerry Hey, Dan Higgins, Gary Grant, Bill Reikhenbauer
- Saxofón: Kirk Whalum
- Coros: Annie Cruz, Iliana Holland, Tom Bowes, Dan Navarro
- Mezcla: Humberto Gatica

## Lista de canciones
CD Promo
1. "Suave" (radio edit) (4:58)
2. "Suave" (Instrumental Mix) (5:29)
3. "Suave" (MD's Freestyle Mix) (7:13)
4. "Suave" (MD's Freestyle Semi-Dub Mix) (7:33)
5. "Suave" (MD's Suavisimo Mix) (7:58)
6. "Suave" (Top 40 Radio Edit) (4:30)
7. "Suave" (Album Version)

## Listas
| Lista (1993)                               | Máxima posición |
| ------------------------------------------ | --------------- |
| Estados Unidos (Billboard Hot Latin Songs) | 9               |

## Versión de Jerry Rivera
En 1995, el cantautor puertorriqueño-estadounidense de salsa Jerry Rivera hizo una versión de «Suave», que fue lanzado en su sexto álbum de estudio Fresco (1996). La canción alcanzó el número 16 en la lista Billboard Hot Latin Tracks y alcanzó el número uno en la lista Billboard Tropical Airplay, convirtiéndose en su primera canción número uno en la última lista. La versión de Rivera recibió una nominación a canción tropical del año en el 8º. Premio Lo Nuestro, pero perdió ante «Abriendo puertas» de Gloria Estefan.

## Listas

### Listas semanales
| Lista (1995-1996)                                 | Máxima posición |
| ------------------------------------------------- | --------------- |
| Estados Unidos (Billboard Hot Latin Tracks)       | 16              |
| Estados Unidos (Billboard Latin Tropical Airplay) | 1               |

### Listas anuales
| Lista (1996)                                         | Posición |
| ---------------------------------------------------- | -------- |
| Estados Unidos (Billboard Hot Tropical/Salsa Tracks) | 15       |

### Sucesión en las listas
| Predecesor: Nadie como ella de Marc Anthony | U.S. Billboard Latin Tropical Airplay — Sencillo N°. 1 13 de enero de 1996 - 26 de enero de 1996 | Sucesor: Mi forma de sentir de Giro |